# Musée du Président-Jacques-Chirac

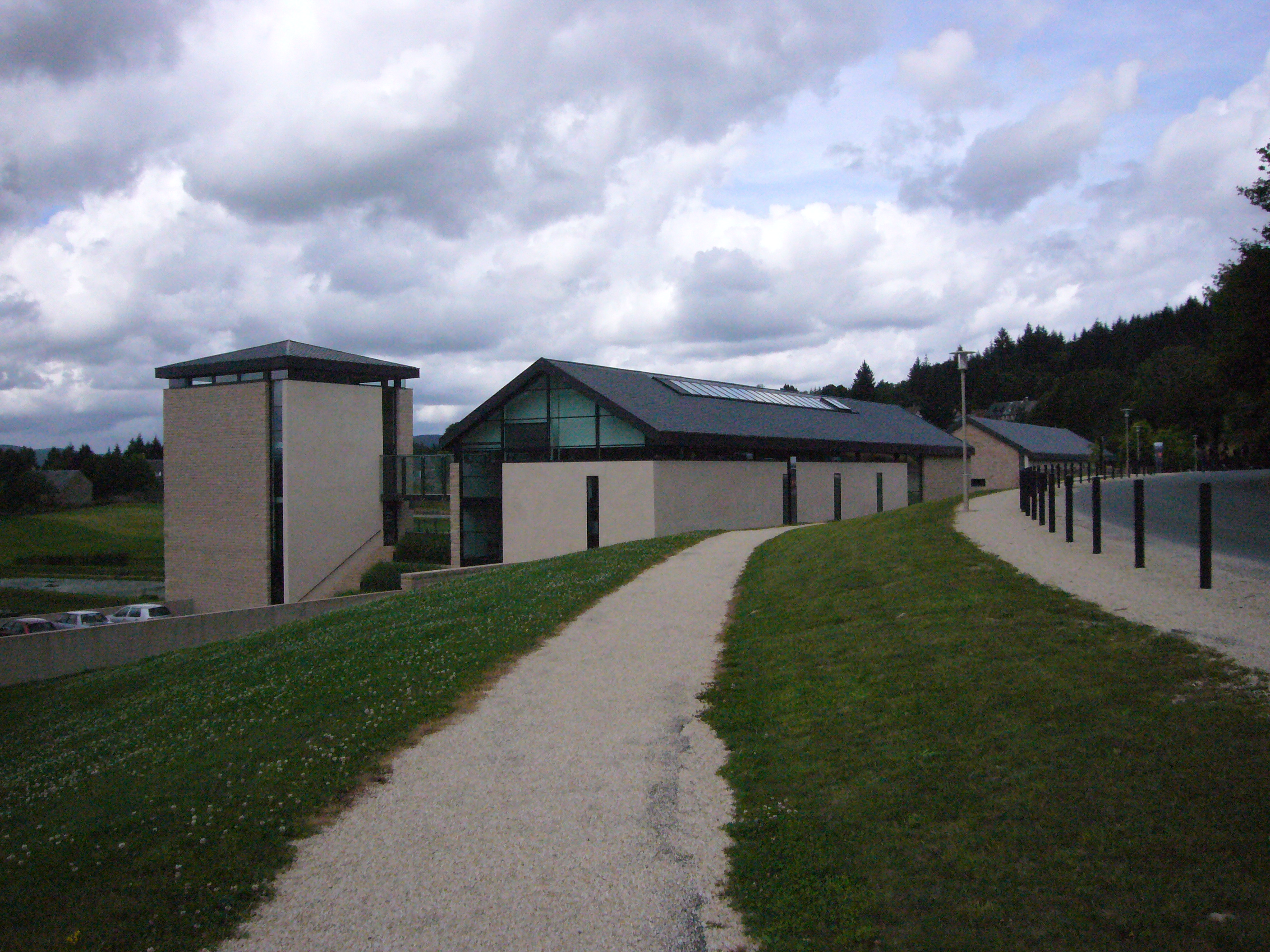
Musée du Président Jacques Chirac (Sarran, Corrèze, France)

Das Musée du Président Jacques Chirac, umgangssprachlich auch Musée du Septennat genannt, ist ein Museum, das die Geschenke beherbergt, die Jacques Chirac als Präsident in Ausübung seines Amtes erhalten hat.
Es befindet sich im kleinen Ort Sarran, gelegen im Südosten des Monédières-Massivs im Département Corrèze.

## Geschichte
Das Museum wurde am 15. Dezember 2000, also während Chiracs erster Amtszeit (Septennat) eingeweiht.

## Sammlung
In einer Dauerausstellung sind etwa 200 Geschenke, die Chirac als Präsident in Ausübung seiner Amtspflichten erhalten hat, zu besichtigen.
Hier wird der jeweilige Zusammenhang wie Staatsbesuche, internationale Gipfeltreffen usw. dargestellt.
Dem Besucher wird zunächst in einer Einführung Information über das französische Präsidentenamt gegeben. Schließlich dokumentieren Fotografien eine Sammlung aller Staatsbesuche des Präsidenten und von denen ausländischer Staatschefs in Frankreich seit 1995.
Weitergehend werden Geschenke aus aller Welt, geordnet nach geopolitischen Regionen, ausgestellt.
Jedem Exponat sind die Hintergründe zum Besuch, Land, Kultur etc. beigefügt.
Die Sammlung umfasst insgesamt mehr als 5000 Objekte und 17000 Bücher.

## Architektur
Das Museum entstand nach einem Entwurf des französischen Architekten Jean-Michel Wilmotte.